# Reichstagswahlkreis Königreich Sachsen 6

Die Wahlkreisaufteilung des Deutschen Reichs.

Der Reichstagswahlkreis Königreich Sachsen 6 (in der reichsweiten Durchnummerierung auch Reichstagswahlkreis 290; auch Reichstagswahlkreis Dresden-Altstadt-Dippoldiswalde genannt) war der sechste Reichstagswahlkreis für das Königreich Sachsen für die Reichstagswahlen im Deutschen Reich und im Norddeutschen Bund von 1867 bis 1918.

## Wahlkreiszuschnitt
Der Wahlkreis umfasste die Amtshauptmannschaft Dresden-Altstadt, die Amtshauptmannschaft Dippoldiswalde ohne die Amtsgerichtsbezirke Frauenstein und Lauenstein und die Gemeinde Johnsbach, die Vorstädte Strehlen und Striesen der Stadt Dresden links der Elbe, die Gemeinden Blasewitz, Dobritz, Laubegast, Leuben und Tolkewitz aus der Amtshauptmannschaft Dresden-Neustadt sowie der Amtsgerichtsbezirk Wilsdruff aus der Amtshauptmannschaft Meißen.
Die entsprach ursprünglich den Gerichtsamtsbezirken Gerichtsamt Dresden links der Elbe, Gerichtsamt  Wilsdruff, Gerichtsamt Döhlen, Gerichtsamt Tharandt, Gerichtsamt Dippoldiswalde und Gerichtsamt Altenberg.
| Jahr | Einwohner |
| ---- | --------- |
| 1890 | 171.2894  |
| 1895 | 209.782   |
| 1900 | 275.785   |
| 1905 | 304.447   |
| 1910 | 328.311   |

|      | Landwirtschaft | Industrie und Gewerbe | Handel und Dienstleistungen |
| ---- | -------------- | --------------------- | --------------------------- |
| 1895 | 19,7           | 58,2                  | 22,1                        |
| 1907 | 11,6           | 58,3                  | 30,1                        |

|      | Evangelisch | Katholisch |
| ---- | ----------- | ---------- |
| 1890 | 96,1        | 3,7        |
| 1905 | 93,8        | 5,8        |
| 1910 | 93,9        | 5,5        |

## Abgeordnete
| Wahl                                 | Abgeordneter               | Partei            | Bild |
| ------------------------------------ | -------------------------- | ----------------- | ---- |
| Reichstagswahl Februar 1867 bis 1869 | Wilhelm Michael Schaffrath | DFP               |      |
| Ersatzwahl 1869 bis 1893             | Karl Gustav Ackermann      | LRP/DRP           |      |
| Reichstagswahl 1893 bis 1895         | Felix Oskar Hänichen       | Antisemiten (Ref) | 0    |
| Ersatzwahl 1895 bis 1918             | Georg Horn                 | SPD               | 0    |

## Wahlen

### 1867 (Februar)
Es fand nur ein Wahlgang statt. Die Zahl der gültigen Stimmen betrug 12.521.
| Kandidat           | Partei | Stimmen | in % | Anmerkungen |
| ------------------ | ------ | ------- | ---- | ----------- |
| Wilhelm Schaffrath | F      | 9031    | 0    | 0           |

### 1867 (August)
Es fand nur ein Wahlgang statt. Die Zahl der gültigen Stimmen betrug 5551.
| Kandidat           | Partei | Stimmen | in % | Anmerkungen |
| ------------------ | ------ | ------- | ---- | ----------- |
| Wilhelm Schaffrath | F      | 5307    | 0    | 0           |

### Ersatzwahl 1869
Nachdem Wilhelm Schaffrath Anfang 1869 das Mandat niedergelegt hatte, kam es am 1. März 1869 zu einer Ersatzwahl. Es fanden zwei Wahlgänge statt.
| Kandidat              | Partei        | Stimmen | in % | Anmerkungen         |
| --------------------- | ------------- | ------- | ---- | ------------------- |
| Karl Gustav Ackermann | BundesstKonst | 1644    | 0    | 0                   |
| Franz Ludwig Siegel   | NLP           | 1579    | 0    | Advokat aus Dresden |
| Otto                  | BundesstKonst | 1141    | 0    | Rittergutsbesitzer  |

In der Stichwahl ergab sich:
| Kandidat              | Partei        | Stimmen | in % | Anmerkungen         |
| --------------------- | ------------- | ------- | ---- | ------------------- |
| Karl Gustav Ackermann | BundesstKonst | 4907    | 0    | 0                   |
| Franz Ludwig Siegel   | NLP           | 2159    | 0    | Advokat aus Dresden |

### 1871
Es fand ein Wahlgang statt. 19.791 Männer waren wahlberechtigt. Die Zahl der abgegebenen Stimmen betrug 7757, 43 Stimmen waren ungültig. Die Wahlbeteiligung betrug 39,4 %.
| Kandidat              | Partei   | Stimmen | in % | Anmerkungen        |
| --------------------- | -------- | ------- | ---- | ------------------ |
| Karl Gustav Ackermann | LRP      | 5691    | 0    | 0                  |
| Grahl                 | NLP      | 1306    | 0    | Rittergutsbesitzer |
| Müller                | S (Eis)  | 748     | 0    | 0                  |
| 0                     | Sonstige | 52      | 0    | 0                  |

### 1874
Es fand ein Wahlgang statt. 23.388 Männer waren wahlberechtigt. Die Zahl der abgegebenen Stimmen betrug 10.740, 74 Stimmen waren ungültig. Die Wahlbeteiligung betrug 46,2 %.
| Kandidat              | Partei   | Stimmen | in % | Anmerkungen |
| --------------------- | -------- | ------- | ---- | ----------- |
| Karl Gustav Ackermann | LRP      | 6945    | 0    | 0           |
| Eckstein              | S (Eis)  | 3743    | 0    | 0           |
| 0                     | Sonstige | 70      | 0    | 0           |

### 1877
Es fand ein Wahlgang statt. 27.091 Männer waren wahlberechtigt. Die Zahl der abgegebenen Stimmen betrug 11.599, 151 Stimmen waren ungültig. Die Wahlbeteiligung betrug 43,4 %.
| Kandidat              | Partei   | Stimmen | in % | Anmerkungen |
| --------------------- | -------- | ------- | ---- | ----------- |
| Karl Gustav Ackermann | DRP      | 6973    | 0    | 0           |
| Auer                  | S        | 3880    | 0    | Sattler     |
| Schaffrath            | F        | 676     | 0    | Sattler     |
| 0                     | Sonstige | 70      | 0    | 0           |

### 1878
Es fand ein Wahlgang statt. 28.401 Männer waren wahlberechtigt. Die Zahl der abgegebenen Stimmen betrug 13.190, 75 Stimmen waren ungültig. Die Wahlbeteiligung betrug 46,7 %.
| Kandidat              | Partei   | Stimmen | in % | Anmerkungen |
| --------------------- | -------- | ------- | ---- | ----------- |
| Karl Gustav Ackermann | DRP      | 8088    | 0    | 0           |
| Georg von Vollmar     | S        | 5007    | 0    | 0           |
| 0                     | Sonstige | 95      | 0    | 0           |

### 1881
Es fand ein Wahlgang statt. 28.589 Männer waren wahlberechtigt. Die Zahl der abgegebenen Stimmen betrug 12.953, 69 Stimmen waren ungültig. Die Wahlbeteiligung betrug 43,5 %.
| Kandidat              | Partei   | Stimmen | in % | Anmerkungen |
| --------------------- | -------- | ------- | ---- | ----------- |
| Karl Gustav Ackermann | DRP      | 7303    | 0    | 0           |
| von Vollmar           | S        | 3789    | 0    | 0           |
| Dr. Herrmann          | F        | 1807    | 0    | Oberlehrer  |
| 0                     | Sonstige | 50      | 0    | 0           |

### 1884
Es fand ein Wahlgang statt. 29.689 Männer waren wahlberechtigt. Die Zahl der abgegebenen Stimmen betrug 15.655, 90 Stimmen waren ungültig. Die Wahlbeteiligung betrug 53,1 %.
| Kandidat              | Partei   | Stimmen | in % | Anmerkungen |
| --------------------- | -------- | ------- | ---- | ----------- |
| Karl Gustav Ackermann | DRP      | 9099    | 0    | 0           |
| Georg Horn            | S        | 6214    | 0    | 0           |
| Virchow               | F        | 288     | 0    | Oberlehrer  |
| 0                     | Sonstige | 54      | 0    | 0           |

### 1887
Die Kartellparteien NLP und Konservative unterstützen Hofrat Karl Gustav Ackermann als gemeinsamen Kandidaten. Es fand ein Wahlgang statt. 31.005 Männer waren wahlberechtigt. Die Zahl der abgegebenen Stimmen betrug 23.341, 102 Stimmen waren ungültig. Die Wahlbeteiligung betrug 75,6 %.
| Kandidat              | Partei   | Stimmen | in % | Anmerkungen |
| --------------------- | -------- | ------- | ---- | ----------- |
| Karl Gustav Ackermann | DRP      | 15.367  | 0    | 0           |
| Georg Horn            | S        | 7958    | 0    | 0           |
| 0                     | Sonstige | 16      | 0    | 0           |

### 1890
Die Kartellparteien NLP und Konservative unterstützen Hofrat Karl Gustav Ackermann erneut als gemeinsamen Kandidaten. Es fand ein Wahlgang statt. 33.751 Männer waren wahlberechtigt. Die Zahl der abgegebenen Stimmen betrug 27.799, 156 Stimmen waren ungültig. Die Wahlbeteiligung betrug 82,4 %.
| Kandidat              | Partei   | Stimmen | in % | Anmerkungen |
| --------------------- | -------- | ------- | ---- | ----------- |
| Max von Forckenbeck   | DFP      | 94      | 0,3  | 0           |
| Karl Gustav Ackermann | Kons     | 14.778  | 53,5 | 0           |
| Georg Horn            | SPD      | 12.737  | 46,1 | 0           |
| 0                     | Sonstige | 34      | 0,1  | 0           |

### 1893
Die ehemaligen Kartellparteien NLP und Konservative unterstützen erneut einen Konservativen als gemeinsamen Kandidaten. Auch BdL und der Fortschritt riefen zu dessen Wahl auf. Es fanden zwei Wahlgänge statt. 38.212 Männer waren wahlberechtigt. Die Zahl der abgegebenen Stimmen betrug im ersten Wahlgang 32.387, 46 Stimmen waren ungültig. Die Wahlbeteiligung betrug 84,8 %.
| Kandidat             | Partei   | Stimmen | in % | Anmerkungen |
| -------------------- | -------- | ------- | ---- | ----------- |
| Felix Oskar Hänichen | DR       | 11.780  | 36,4 | 0           |
| Bernhard Förster     | Kons     | 4864    | 15,0 | 0           |
| Georg Horn           | SPD      | 15.650  | 48,4 | 0           |
| 0                    | Sonstige | 47      | 0,2  | 0           |

In der Stichwahl unterstützen die Konservativen den Antisemiten. Die Zahl der abgegebenen Stimmen betrug 34.092, 112 Stimmen waren ungültig. Die Wahlbeteiligung betrug 89,2 %.
| Kandidat             | Partei | Stimmen | in % | Anmerkungen |
| -------------------- | ------ | ------- | ---- | ----------- |
| Felix Oskar Hänichen | DR     | 17.037  | 50,1 | 0           |
| Georg Horn           | SPD    | 16.943  | 49,9 | 0           |

### Ersatzwahl 1895
Da Felix Oskar Hänichen sein Mandat niedergelegt hatte, kam es zu einer Ersatzwahl. Der konservative Kandidat wurde auch von NLP und BdL unterstützt. Es fand ein Wahlgang statt. 41.193 Männer waren wahlberechtigt. Die Zahl der abgegebenen Stimmen betrug 32.789, 159 Stimmen waren ungültig. Die Wahlbeteiligung betrug 79,6 %.
| Kandidat       | Partei   | Stimmen | in % | Anmerkungen |
| -------------- | -------- | ------- | ---- | ----------- |
| Gustav Hartwig | DR       | 8539    | 26,2 | 0           |
| Georg Andrä    | Kons     | 7538    | 23,1 | 0           |
| Georg Horn     | SPD      | 16.512  | 50,6 | 0           |
| 0              | Sonstige | 45      | 0,1  | 0           |

### 1898
NLP, Konservative und BdL einigten sich auf einen Kandidaten, der BdL-Mitglied war, aber als konservativer Kandidat antrat. Es fand ein Wahlgang statt. 50.718 Männer waren wahlberechtigt. Die Zahl der abgegebenen Stimmen betrug 40.903, 129 Stimmen waren ungültig. Die Wahlbeteiligung betrug 80,6 %.
| Kandidat            | Partei   | Stimmen | in % | Anmerkungen                                   |
| ------------------- | -------- | ------- | ---- | --------------------------------------------- |
| Victor Hugo Welcker | DSR      | 8626    | 21,2 | Schriftsteller, Redakteur der Deutschen Wacht |
| Georg Andrä         | Kons     | 9659    | 23,7 | 0                                             |
| Georg Horn          | SPD      | 22.335  | 54,8 | 0                                             |
| Felix Porsch        | Zentrum  | 98      | 0,1  | 0                                             |
| 0                   | Sonstige | 56      | 0,1  | 0                                             |

### 1903
Die bürgerlichen Parteien (bis auf das bedeutungslose Zentrum) einigten sich auf den Kandidaten des DSR. Es fand ein Wahlgang statt. 60.569 Männer waren wahlberechtigt. Die Zahl der abgegebenen Stimmen betrug 51.802, 420 Stimmen waren ungültig. Die Wahlbeteiligung betrug 85,5 %.
| Kandidat          | Partei   | Stimmen | in % | Anmerkungen           |
| ----------------- | -------- | ------- | ---- | --------------------- |
| Hans Kohlmann     | DR       | 17.042  | 33,2 | Rechtsanwalt, Dresden |
| Friedrich Naumann | NSV      | 125     | 0,2  | 0                     |
| Georg Horn        | SPD      | 33.781  | 65,8 | 0                     |
| Felix Porsch      | Zentrum  | 279     | 0,5  | 0                     |
| 0                 | Sonstige | 155     | 0,3  | 0                     |

### 1907
Wie bei den letzten Wahlen einigten sich die bürgerlichen Parteien auf einen gemeinsamen Kandidaten. Der parteilose Gymnasialoberlehrer Dr. Edmund Bassenge gehörte dem Alldeutschen Verband an, wurde von den Konservativen vorgeschlagen und kandidierte namens der NLP. Es fand ein Wahlgang statt. 66.588 Männer waren wahlberechtigt. Die Zahl der abgegebenen Stimmen betrug 60.586, 215 Stimmen waren ungültig. Die Wahlbeteiligung betrug 91,0 %.
| Kandidat           | Partei   | Stimmen | in % | Anmerkungen |
| ------------------ | -------- | ------- | ---- | ----------- |
| Edmund Bassenge    | NL       | 26.059  | 43,2 | 0           |
| Georg Horn         | SPD      | 33.843  | 56,0 | 0           |
| Fritz Berndt       | WVg      | 51      | 0,1  | 0           |
| Matthias Erzberger | Zentrum  | 342     | 0,6  | 0           |
| 0                  | Sonstige | 76      | 0,1  | 0           |

### 1912
Die FoVP unterstützte den nationalliberalen Kandidaten, der DR den Kandidaten der Konservativen. Es fand ein Wahlgang statt.74.470 Männer waren wahlberechtigt. Die Zahl der abgegebenen Stimmen betrug 67.766, 386 Stimmen waren ungültig. Die Wahlbeteiligung betrug 91,0 %.
| Kandidat             | Partei   | Stimmen | in % | Anmerkungen                |
| -------------------- | -------- | ------- | ---- | -------------------------- |
| Franz Wilhelm Mammen | Kons     | 9277    | 13,8 | Dr., Professor             |
| Johannes Herrmann    | NLP      | 17.859  | 26,6 | Oberpostassistent, Dresden |
| Rudolf Heinze        | NLP      | 33      | 0,0  | 0                          |
| Georg Horn           | SPD      | 39.911  | 59,2 | 0                          |
| Matthias Erzberger   | Zentrum  | 274     | 0,4  | 0                          |
| 0                    | Sonstige | 26      | 0,0  | 0                          |